# تفجيرات بغداد 28 سبتمبر 2008
تعد تفجيرات بغداد في الثامن والعشرين من سبتمبر 2008 عبارة عن سلسلة من التفجيرات المستمرة التي أسفرت عن مقتل 32 شخصًا وإصابة 100 آخرين.
تعرضت العاصمة العراقية بغداد لسلسلة من التفجيرات المنسقة التي أسفرت عن مقتل 28 شخصًا على الأقل وإصابة أكثر من 90 آخرين. وقعت هذه الهجمات قبيل ساعة الإفطار، حيث استهدفت ثلاث سيارات مفخخة وعبوة ناسفة مناطق الكرادة، الشرطة، والعامل في بغداد.
وفقًا للتقرير الذي نشرته قناة الجزيرة، كانت هذه التفجيرات جزءًا من موجة عنف متجددة في العراق في ذلك الوقت، حيث استهدفت الهجمات المدنيين والأحياء السكنية، مما أدى إلى سقوط العديد من الضحايا.
وفي وقت لاحق من المساء في اليوم ذاته ، انفجرت سيارة مفخخة ثالثة وقنبلة على جانب الطريق في الكراده مما أسفر عن مقتل 19 شخصًا وإصابة 70 آخرين جراء الانفجار . زُرعت أول سيارة مفخخة في ذلك اليوم في حافلة صغيرة وفُجرت في وقت متأخر من بعد الظهر في حي الشرطة الواقع جنوب بغداد، مما أسفر عن مقتل اثنا عشر شخصًا. بعد ذلك بوقت قصير، انفجرت سيارة مفخخة في موقف سيارات أحد الأسواق في حي العامل القريب مما أسفر عن مقتل شخص واحد.